# Herbologia
Herbologia - nauka o biologii, ekologii i
zwalczaniu chwastów. Herbologia stanowi jeden z
działów ochrony roślin, obejmuje takie zagadnienia jak:
- konkurencyjność chwastów w stosunku do roślin uprawnych,
- szkodliwość chwastów,
- kompensacja chwastów,
- ustalanie progów szkodliwości zachwaszczenia,
- ocena biologicznej skuteczności działania herbicydów oraz ich mieszanek w zależności od przebiegu pogody, warunków glebowych i stopnia zachwaszczenia,
- chemiczne, fizyczne, mechaniczne, biologiczne i agrotechniczne metody zwalczania chwastów,
- badania wrażliwości odmianowej roślin uprawnych na herbicydy,
- uodpornianie się chwastów,
- ekologiczne skutki stosowania herbicydów,
- działanie następcze herbicydów,
- pozostałości herbicydów w środowisku i roślinie,
- opracowanie metody integrowanej zwalczania chwastów,
- sporządzanie map fitosocjologicznych,
- rejonizacja zachwaszczenia.